# Linia kolejowa Madrid – Valladolid
Szybka kolej Madryt-Valladolid – linia kolei dużej prędkości otwarta w dniu 23 grudnia 2007. Jest pierwszą częścią korytarza kolejowego dużych prędkości w północnej i północno-zachodniej Hiszpanii. Linia została zaprojektowana do standardowej szerokości skrajni. Łączy stolicę kraju Madryt z miastem Valladolid. Długość linii wynosi 179,5 km.